# Eddy Merckx (billard)
Pour les articles homonymes, voir Eddy Merckx et Merckx.
Eddy Merckx est un joueur belge de billard carambole né le 4 septembre 1968 à Reet.

## Palmarès
- Champion de Belgique 3 Bandes en 2004
- Champion de France 3 Bandes par équipe (St Maur) en 2005
- Champion du Monde 3 Bandes en 2006, 2012
- Champion d'Europe de 3 Bandes (à Salon-de-Provence) en 2007 (finale contre Frédéric Caudron)

Note: Jusqu'alors, seuls Raymond Ceulemans et Torbjörn Blomdahl avait réussi le doublé championnat du Monde - championnat d'Europe d'affilée.